# Caterina di Waldeck
Caterina di Waldeck (20 ottobre 1612 – 24 novembre 1649) è stata contessa consorte di Lippe-Detmold dal 1631 al 1636, come moglie di Simone Luigi.

## Biografia
La contessa Caterina nacque nel 1612 da Cristiano di Waldeck ed Elisabetta di Nassau-Siegen.
Sposò Simone Luigi di Lippe-Detmold il 19 giugno 1631, ma rimase vedova nel 1636.
Il 15 novembre 1643 sposò Filippo Luigi di Schleswig-Holstein-Sonderburg-Wiesenburg a Lemgo.
Morì nel 1649 all'età di 37 anni.

## Discendenza
Caterina di Waldeck e Simone Luigi di Lippe-Detmold ebbero tre figli:
- Simone Filippo (1632-1650);
- Emanno Ottone (1633-1646);
- Ludovico Cristiano (1636-1646).

Con Filippo Luigi di Schleswig-Holstein-Sonderburg-Wiesenburg ebbe un figlio e una figlia:
- Un figlio;
- Dorotea Elisabetta (1645-1725).